# Région Rhin-Main
 (novembre 2018).
Si vous disposez d'ouvrages ou d'articles de référence ou si vous connaissez des sites web de qualité traitant du thème abordé ici, merci de compléter l'article en donnant les références utiles à sa vérifiabilité et en les liant à la section « Notes et références ».

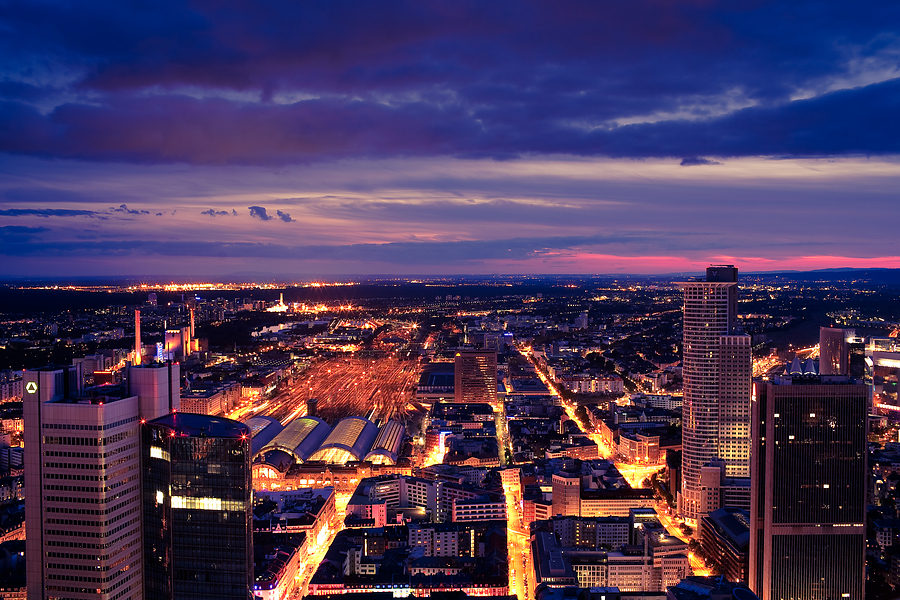
Francfort-sur-le-Main.

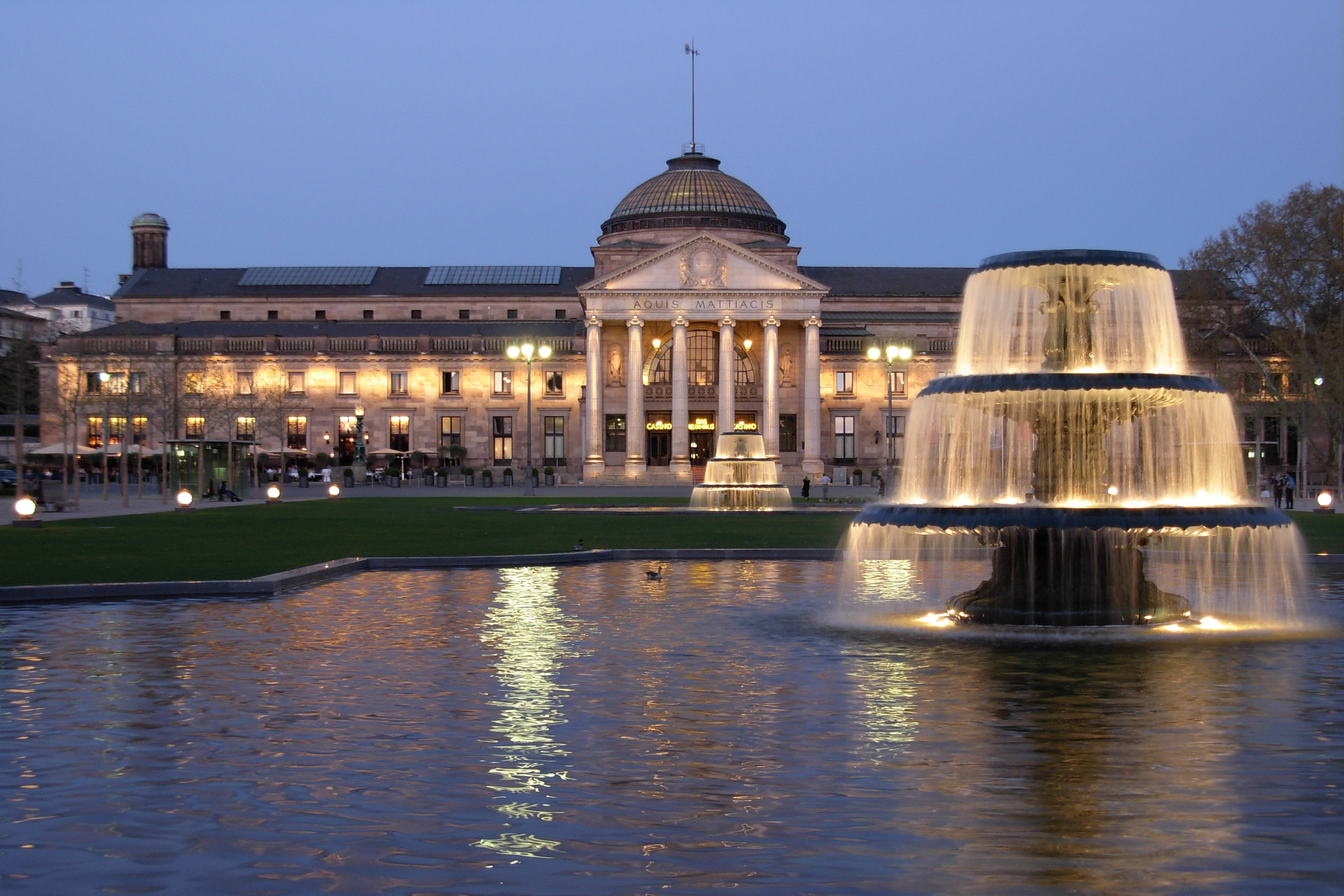
Wiesbaden.

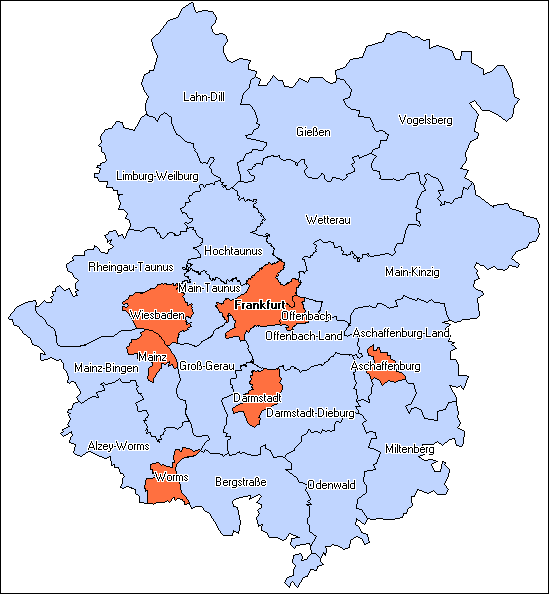
Carte de la région Rhin-Main.

La Région Rhin-Main (En allemand Rhein-Main-Gebiet), également appelée région métropolitaine de Francfort-sur-le-Main/Rhin, est une aire urbaine d'Allemagne partagée entre le sud de la Hesse, la Rhénanie-Palatinat et la Bavière. Sa capitale administrative est Francfort-sur-le-Main.
La région Rhin-Main est désignée comme l’aire urbaine de la « Ministerkonferenz für Raumordnung »[Quoi ?] de l'Allemagne en 1995. Onze autres ont été créées depuis. Sa superficie est de 14 755 kilomètres carrés (2008), pour une population de 5 521 908 habitants (2008) et un produit intérieur brut par actif de 69 005 euros (2006). 

## Organisation ecclésiastique
À l'exception de la Bavière, de la région de Francfort, de la part de la ville de Bergen-Enkheim et de l'arrondissement de Main-Kinzig, la région Rhin-Main appartient à l'Église évangélique de Hesse et de Nassau. Main-Kinzig et Bergen-Enkheim font partie de l'Église évangélique de Kurhessen-Waldeck (ancien territoire de l'Kurhessen et de la Principauté de Waldeck-Pyrmont). Miltenberg et Aschaffenburg font partie de l'Église évangélique luthérienne de Bavière.
Dans le cas de l'Église catholique romaine, quatre diocèses à part de la région, à savoir celle de Mayence pour la zone appartenant auparavant à la Hesse-Darmstadt, Limburg pour l'ancienne Nassau, Francfort et les anciennes communes de la Hesse-Hombourg et Fulda pour l'ancienne Kurhessen. À cet égard, la Ville de Francfort est divisée en trois. Les deux arrondissements bavarois autour d'Aschaffenburg font partie de la diocèse de Würzburg.

## Villes de plus de100 000 habitants
- Francfort-sur-le-Main
- Wiesbaden
- Mayence
- Darmstadt
- Offenbach am Main

## Villes de50 000à100 000 habitants
- Bad Homburg vor der Höhe
- Hanau
- Aschaffenbourg
- Wetzlar
- Giessen
- Worms
- Rüsselsheim